# Андерхилл, Барбара
Барбара Энн Андерхилл (англ. Barbara Ann Underhill) (родилась 24 июня 1963 года в Ошаве, Онтарио, Канада) — канадская фигуристка, пятикратная чемпионка Канады (1979—1983), чемпионка мира 1984 и чемпионка мира среди юниоров (1978) в парном катании. Выступала в дуэте с Полом Мартини. Кроме того, они семикратные победители чемпионатов мира среди профессионалов, двукратные — открытых чемпионатов США и двукратные победители «Чемпионата легенд». Всего они завоевали за 21 год совместной профессиональной карьеры 26 золотых, 4 серебряных и 5 бронзовых медалей.
Тренер пары — Луис Стонг, хореограф — Сандра Безик.
Пара отличалась качественным исполнением ряда парных элементов — поддержек, тодесов, однако резко уступала спортсменам из СССР и ГДР по сложности выбросов и особенно прыжков, так и не сумев освоить не только тройной, но и прыжок в два с половиной оборота (аксель). Домашний чемпионат мира в Оттаве пара выиграла лишь благодаря ряду ошибок олимпийских чемпионов Е.Валовой и О.Васильева. Андерхилл-Мартини запомнились также рядом курьезных, а порой и опасных падений с несложных элементов (напр. опасное падение партнерши при заходе на параллельное вращение на Олимпиаде-84).
В апреле 1998 года они закончили свою совместную карьеру грандиозным шоу с участием многих знаменитых фигуристов. После Барбара работала спортивным комментатором на каналах TSN, CTV и CBC.
29 мая 1993 года восьмимесячная дочь Барбары Стефания утонула в бассейне. Позднее Андерхилл вместе с мужем организовала Фонд защиты детей от несчастных случаев, назвав его именем дочери.
Барбара Андерхилл и Пол Мартини являются членами канадского Зала спортивной славы и Олимпийского зала славы.

## Спортивные достижения
| Соревнования/Сезон           | 1977-78 | 1978-79 | 1979-80 | 1980-81 | 1981-82 | 1982-83 | 1983-84 |
| ---------------------------- | ------- | ------- | ------- | ------- | ------- | ------- | ------- |
| Зимние Олимпийские игры      |         |         | 9       |         |         |         | 7       |
| Чемпионаты мира              |         | 11      | 11      | 7       | 4       | 3       | 1       |
| Чемпионаты Канады            |         | 1       | 1       | 1       | 1       | 1       |         |
| Чемпионат мира среди юниоров | 1       |         |         |         |         |         |         |